# Бюрг (Нідерланди)
Бюрг (нід. Burgh) — село в нідерландській провінції Зеландія. Входить до муніципалітету Схаувен-Дьойвеланд.
Його площа становить 0,63 км², а населення станом на 2021 рік складало 730 осіб.
1953 року зазнало значних руйнувань під час повіді у Північноморському басейні. До 1961 року мало статус окремого муніципалітету.

## Галерея

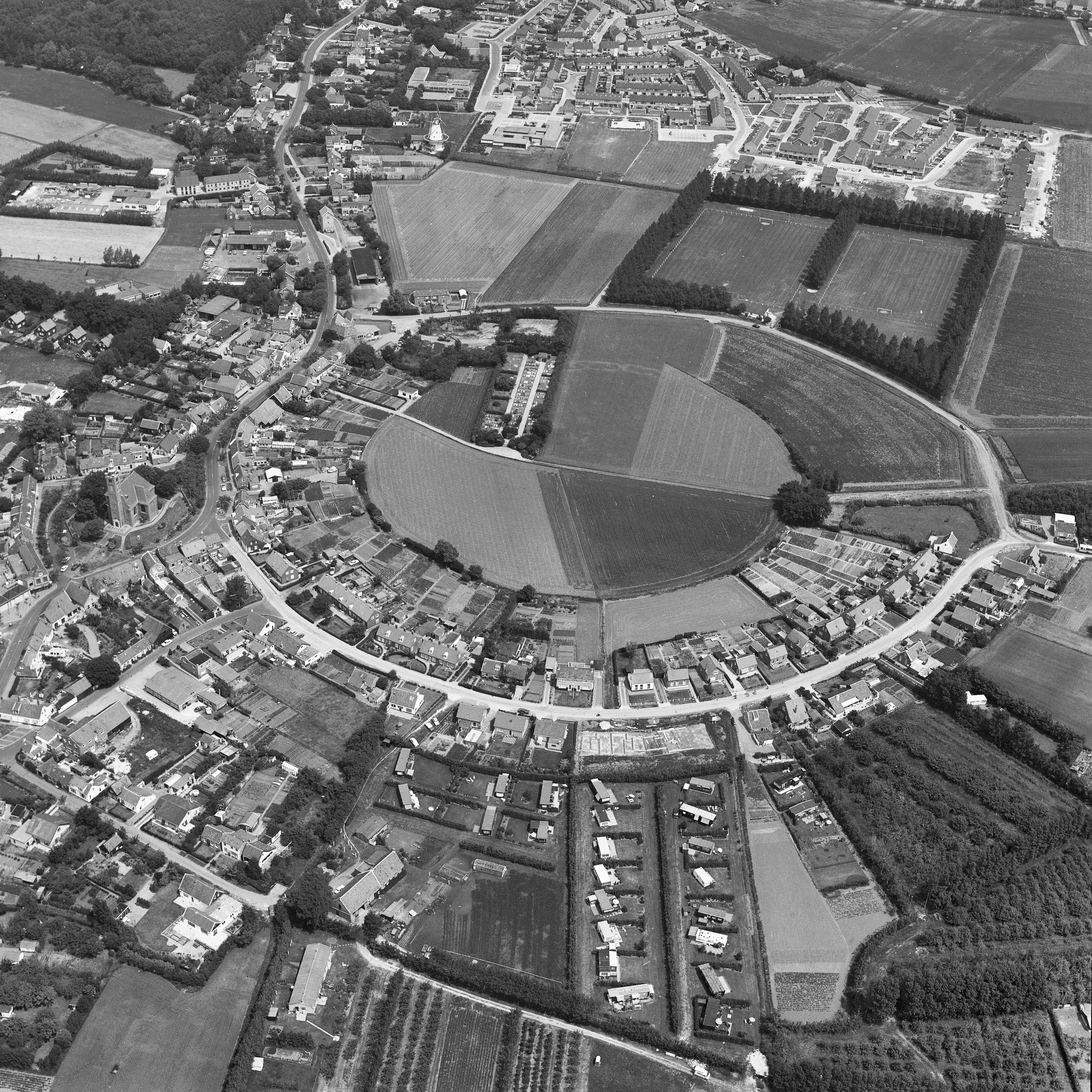